# Gregori Sivachinski
Gregori (Grisha) I. Sivachinski (en russe : Грегори Сивашинский, en anglais : Gregory Sivashinsky), né à Moscou, URSS, le 21 novembre 1945 est un physicien ayant travaillé dans le domaine de la physique mathématique, en particulier appliquée à la combustion.

## Biographie
Gregori Sivachinski fait des études supérieures à l'Université d'État de Moscou où il obtient un MSc en 1967. Il est alors assistant dans cette université jusqu'en 1971, date à laquelle il émigre en Israël. Il soutient sa thèse au Technion en 1973. Après deux années passées comme lecteur dans cet institut il rejoint l'Université de Tel Aviv où il passera toute sa carrière.
Gregori Sivachinski a étudié les modèles mathématiques décrivant la combustion et les phénomènes d'explosion. Il est co-auteur de l'équation de Michelson-Sivashinsky et de l'équation de Kuramoto–Sivashinsky.

## Distinctions
- Membre de l'Institute of Physics (2004)[4].
- Médaille d'or Iakov Zeldovitch de l'Institut de la combustion (2006)[5].
- Membre de l'Institut de la combustion (2018).
- Le colloque « Dynamique de fronts » a été organisé en son honneur à Bordeaux en 2003 par la SMAI, l'université Bordeaux-I, le CEA, la région Aquitaine et le Marie Curie Research Training Network Fronts and Singularities[6].